# 비바 엔터테인먼트
비바 엔터테인먼트(영어: Viva Entertainment)는 필리핀의 엔터테인먼트 회사이다.